# Curral Novo do Piauí
Curral Novo do Piauí là một đô thị thuộc bang Piauí, Brasil. Đô thị này có diện tích 765,534 km², dân số năm 2007 là 4685 người, mật độ 6,12 người/km².